# Maître CoQ (IMOCA, 1992)
Maître CoQ est un voilier monocoque de course au large de classe IMOCA mis à l'eau le 2 septembre 1992, conçu par Philippe Harlé, Alain Mortain et Yannick Mavrikios et construit par Garcia Yachts.

## Historique
Pour sa première compétition, soit deux mois après sa mise à l'eau, le bateau skippé par Thierry Arnaud se lance dans le Vendée Globe, mais à la suite d'un démâtage juste après le départ, il abandonne.
En 1993 le bateau est confié à Vincent Riou pour sa première transat la Transat Jacques-Vabre et termine septième.  
En 1994, barré par Fred Dahirel sous le nom Clause Jardin termine septième en IMOCA (13e au général) de la Route du Rhum.
Le bateau reste a quai jusqu'en 1998 lorsqu'il est racheté par des bas-normands qui cherchent à promouvoir un skipper. Un appel est lancé. Il y a 74 candidats. C'est Loïc Pochet qui est retenu. Le bateau renommé Défi 14 PME pour la Route du Rhum qu'il termine à la 7e place en IMOCA et 23e au général. L'année suivante il participe à la Transat Jacques-Vabre mais il abandonne à cause de problèmes électriques.

## Palmarès

### Le Monde Informatique
- 1992 :
  - Abandon dans le  Vendée Globe barré par Thierry Arnaud

### Maître CoQ
- 1993 :
  - 7e de la Transat Jacques-Vabre barré par Vincent Riou

### Clause Jardin
- 1994 :
  - 7e de la Route du Rhum en IMOCA barré par Fred Dahirel

### Défi 14 PME
- 1998 :
  - 7e de la Route du Rhum en IMOCA barré par Loïc Pochet

- 1999 :
  - Abandon dans la Transat Jacques-Vabre barré par Hervé Laurent et Loïc Etevenard